# NASCAR

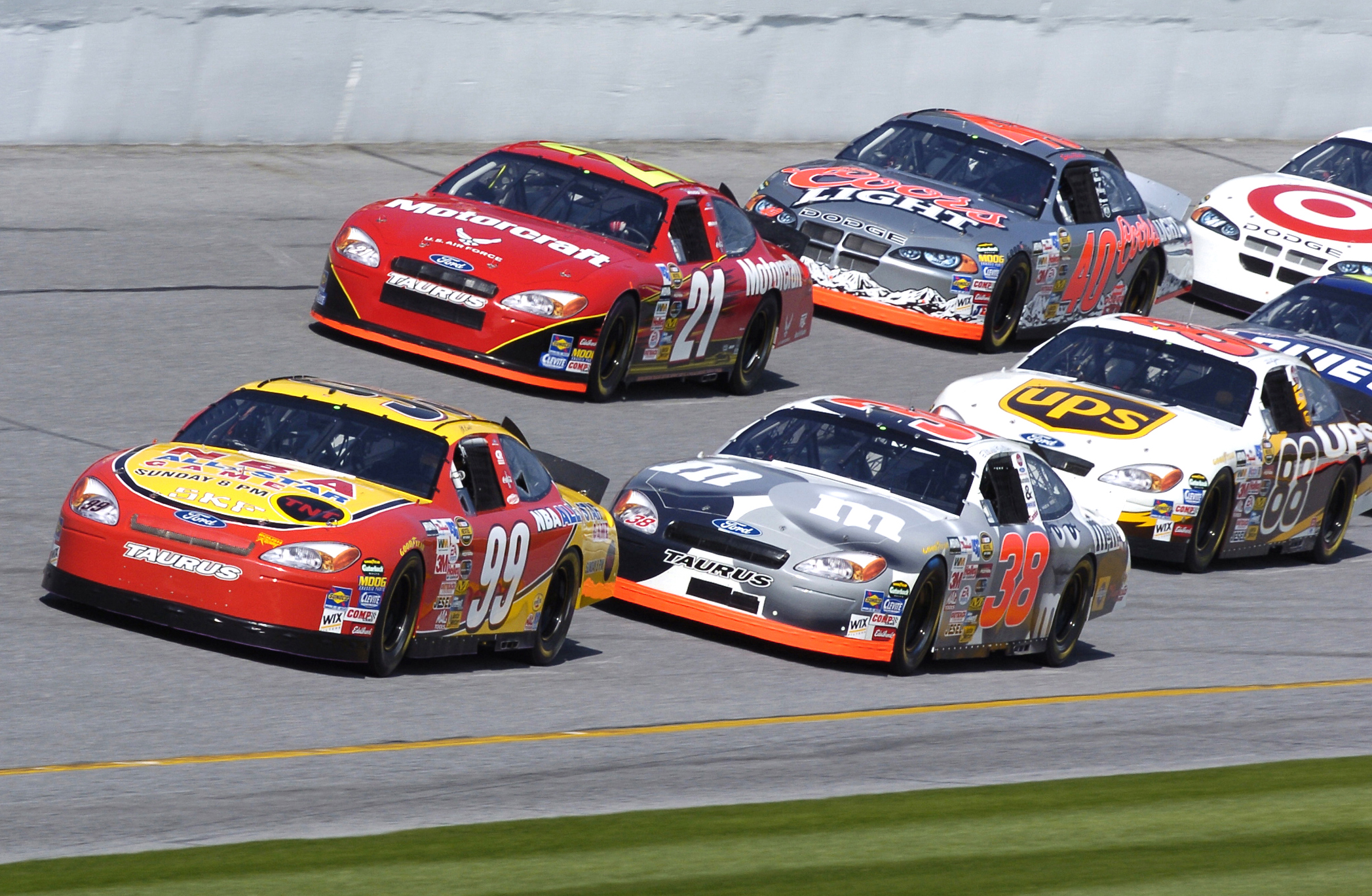
Daytona 500 v roce 2004

NASCAR (National Association for Stock Car Auto Racing) je rodinný obchodní podnik, který povoluje a řídí celou řadu motoristických sportovních událostí v USA, v nichž startují závodní speciály. Nascar založil v letech 1947–1948 Bill France senior. Závody se oficiálně jezdí od roku 1948. Od roku 2009 je generálním ředitelem NASCAR Brian France, vnuk zesnulého Billa France seniora. NASCAR je největším podnikem svého druhu ve Spojených státech. Patří se svými miliony fanoušků mezi nejsledovanější sporty v USA. Podle televizních ratingů jsou sledovanější pouze profesionální zápasy amerického fotbalu. Tři největší závodní série jsou Monster Cup Series, Xfinity Series a Craftsman Truck Series. Celkově se však pod patronací NASCAR pořádá okolo 1500 závodů na více než 100 tratích v 39 státech USA, Kanady a Mexika. Exhibičně se závodilo v roce 1988 v Austrálii a mezi roky 1996–1998 v Japonsku.
Hlavní sídlo NASCAR je v Daytona Beach na Floridě, má však kanceláře i ve čtyřech městech v Severní Karolíně, a sice v Charlotte, Mooresville, Concordu a v Conoveru. Regionální kanceláře sídlí také v New Yorku, v Los Angeles a v Bentonville v Arkansasu. Mezinárodní kanceláře jsou v Mexico City a v Torontu.

## Monster Energy Cup Series

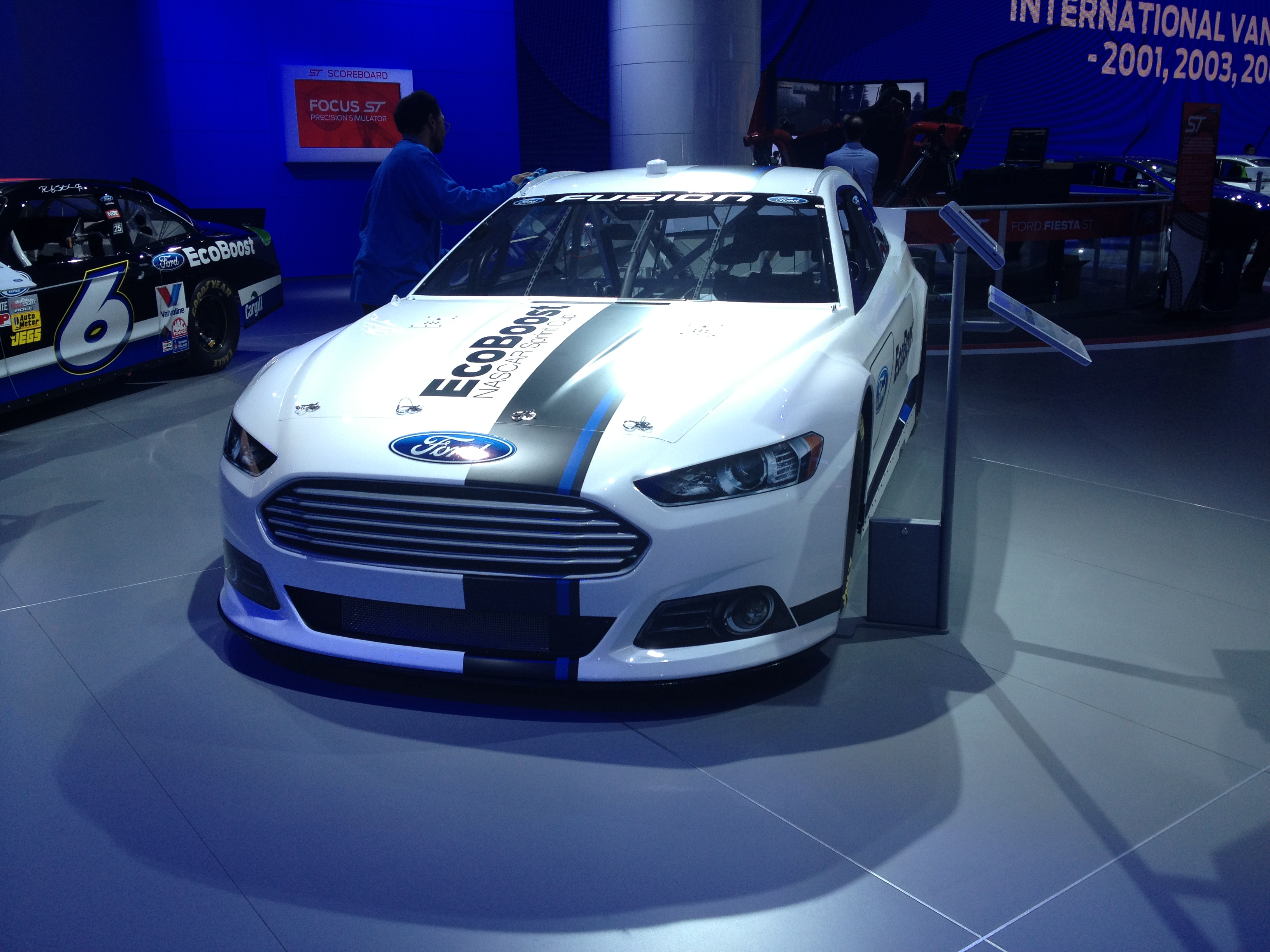
Ford Fusion na platformě "Gen 6"

"NASCAR Monster Energy Cup Series" (dříve Sprint, Nextel, Winston) je nejvyšší úroveň profesionální soutěže, a v důsledku toho také nejpopulárnější a nejziskovější ze všech soutěží NASCAR. Sezóna se obvykle skládá ze 36 bodovaných a 5 nebodovaných závodů, v rozmezí 10 měsíců. Nejprestižnější závod NASCAR bývá tradičně Daytona 500, mezi další prestižní podniky patří 600mílový závod v Charlotte, 400mílový závod v Indianapolis nebo 500kolová podívaná v Bristolu. V každém bodovaném závodě startuje 40 vozů značek Chevrolet, Ford a Toyota. První titul pro neamerický vůz získal v roce 2015 Kyle Busch s vozem Toyota Camry. Posledním šampiónem za rok 2016 je Jimmie Johnson, pro kterého to znamenalo zisk sedmého titulu. Toto se podařilo už pouze Richardu Pettymu a Dale Earnhardtu seniorovi.

## Xfinity Series
"NASCAR Xfinity Series" (dříve Nationwide) je druhá nejvyšší soutěž NASCAR. Poslední šampiónem z roku 2016 je Daniel Suárez. Moderní forma těchto závodů začala v roce 1982 s hlavním sponzorem Anheuser-Busch Brewing's Budweiser. Sezona je o několik závodů kratší než u Monster Cupu. A také celkový obrat peněz a ceny jsou významně nižší.

## Craftsman Truck Series
"NASCAR Craftsman Truck Series" jsou speciály podobné vyšším ligám, ale opatřeny karosérií vypadající jako pick-up, což je nejoblíbenější dopravní prostředek v USA. Vítězem sezóny 2016 se stal Johnny Sauter. Série závodů Camping World Truck Series vznikla v roce 1994. První závod proběhl v následujícím roce. V současné době jediná soutěž ze tří nejznámějších, která má závod mimo území USA.

## Bezpečnost v NASCAR

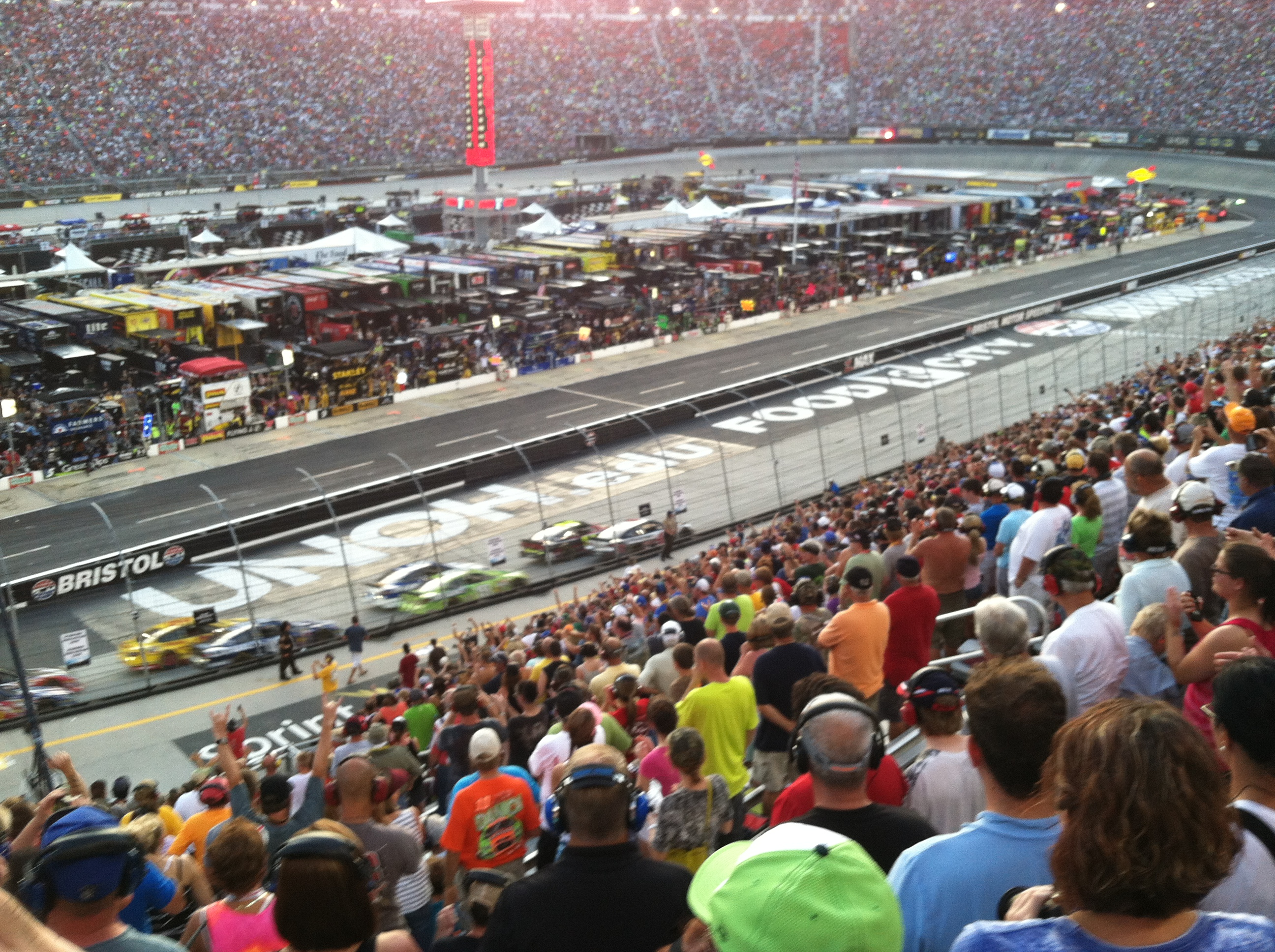
Start závodu v Bristolu

Většina bezpečnostních prvků v NASCAR byla zavedena až v reakci na smrt nebo těžké zranění jezdců, zejména pak po smrti Dale Earnhardta Sr. v roce 2001. Největším přínosem pro zvýšení bezpečnosti bylo zavedení povinného používání HANS (Head and Neck Support – podpora hlavy a krku) a vybudování nových tlumených svodidel SAFER Barrier.

## Popis vozu NASCAR
- Pohonná jednotka: 5.86 litru, V8 OHV, atmosférické plnění
- Převodovka: manuální, 4 rychlostní + zpátečka
- Váha: minimálně 1508 kg bez řidiče a paliva; minimálně 1565 kg s řidičem a palivem
- Výkon: 725 koní (541 kW) bez restriktoru; 445 koní (332 kW) s restriktorem
- Kroutící moment: 720 N·m
- Palivo: 98 oktanový benzín E15 Sunoco
- Kapacita palivové nádrže: 67 litrů
- Vstřikování: McLaren
- Řídící jednotka: MES Freescale TAG-400N
- Kompresní poměr: 12:1
- Rozvor: 2,794 mm
- Řízení: s posilovačem
- Pneumatiky: hladké Goodyear, na přírodní trati je možno použít s dezénem do mokra

- Šasi: ocelový trubkový rám
- Karosérie: hliníková, karbonová kapota

- Bezpečností vybavení: ochranná klec, boční pěnové výztuže, závodní sedačka s 6bodovými pásy, systém HANS, hasicí přístroj, aerodynamické klapky

## Pravidla

### Vzhled vozu
Každý vůz je povinen být označen velkým číslem na bočních stranách vozu a na střeše vozu, v rozmezí od 00-09 a 0-99. Dále jsou určeny oblasti vozu, kde jsou nalepeny sponzoři a dodavatelé série, hlavní sponzor série a jmenovka jezdce. Dále je požadováno, aby byl barevný vzhled stejný na obou stranách vozu, je však možné požádat o výjimku.

### Vlajky
| Vlajka                         | Popis |
| ------------------------------ | --- |
| Green Flag                     | Zelená vlajka znamená, že je závod odstartován nebo restartován. Vlajkou mává hlavní komisař při vjezdu vedoucího vozu do restartovací zóny, která se nachází kousek před cílovou čárou. |
| Yellow Flag                    | Žlutá vlajka znamená nebezpečí, například nehodu, nečistoty na trati, lehký déšť, záchranný vůz na trati nebo naplánovanou přestávku. Všechny vozy musí zpomalit a zařadit se za bezpečnostní vůz. Předjíždění je zakázáno. V NASCAR neexistuje lokální mávání žlutou vlajkou a tak vždy žlutá znamená výjezd bezpečnostního vozu.                                                            |
| Red Flag                       | Červená vlajka. Vyvěšení vlajky znamená, že veškeré závodní aktivity jsou přerušeny. Stává se to například při velkých nehodách, dešti, opravách závodní tratě, nebo při jejím čištění. Vozy jsou zavolány na boxovou uličku a řidiči mohou z vozu vystoupit, avšak jeho opravy jsou zakázány. Mávání červenou vlajkou znamená předčasné ukončení závodu, nebo konec tréninku či kvalifikace. |
| White Flag                     | Bílá vlajka znamená, že do konce závodu zbývá pouze jedno kolo. |
| Checkered Flag                 | Šachovnicová vlajka znamená konec závodu. |
| Black Flag                     | Černá vlajka znamená, že vůz je penalizován za porušení pravidel a musí projet boxovou uličkou. Nejčastěji se tak stává za překročení povolené rychlosti na boxové uličce, při mechanické poruše vozu která ohrožuje ostatní, vůz není schopen udržet rychlost odpovídající ostatním vozům, či za nesportovní chování.                                                                        |
| Black Flag with a White Cross  | Černá vlajka s bílým křížem znamená, že vůz není nadále započítáván průjezd cílem. Stává se tak v případě, že vůz neuposlechne černou vlajku do tří kol. |
| Blue Flag with a Yellow Stripe | Modrá vlajka se žlutým diagonálním pruhem znamená varování pro jezdce o kolo zpět, kterého se chystají předjet vedoucí vozy. Jezdec však není povinen pouštět tyto vozy před sebe. |
| Blue Flag                      | Světle modrá vlajka je používána pouze na přírodních tratích, jako varování před nebezpečím a nahrazuje tak funkci lokální žluté vlajky. Nezakazuje však předjíždění, ale jen informuje jezdce, že má zvýšit opatrnost. Používá se velice zřídka. |

### Zastávky v boxech
Několikrát za závod je nutné vozům doplnit palivo a vyměnit pneumatiky. Děje se tak v boxové uličce, kde je zeď, která odděluje boxová stání a samotné garáže. Servis vozu před zdí má povoleno pouze šest mechaniků. Čtyři mechanici mají na starost výměnu pneumatik, je nutné povolit a utáhnou pět matic kola při každé výměně. Obvykle tito mechanici pracují ve dvojici a obsluhují tak přední nebo zadní polovinu vozu. Další mechanik zvedá vůz, ručně ovládaným hydraulickým heverem a poslední z nich doplňuje palivo z tankovací nádoby. Několik dalších mechaniků může za zdí pomáhat podáváním pneumatik a nářadí, avšak nesmí vstoupit před zeď k vozu, jinak se jedná o porušení pravidel. Pokud je vůz poškozen tak, že ho mechanici před zdí nedokáží opravit, je nutné vůz přesunout za zeď, do garáží a tam může pracovat na voze neomezený počet mechaniků.

### Bodování
Body se udělují všem čtyřiceti vozům, které odstartovaly do závodu a mají právo bodovat v sérii. Vítěz dostává 40 bodů, druhý 35 a pak se počet bodů snižuje po jednom až k pozici 36. 36. v cíli až 40. dostávají shodný počet jednoho bodu.

## Seznam šampiónů NASCAR Monster Energy Cup Series
| Sezóna | Jezdec          | Majitel vozu        | Číslo vozu                  | Pohár Konstruktérů         | Počet startů | Vítězství | Umístění v top 10 | Bodů     | Bodový rozdíl |
| ------ | --------------- | ------------------- | --------------------------- | -------------------------- | ------------ | --------- | ----------------- | -------- | ------------- |
| 1949   | Red Byron       | Raymond Parks       | 22                          | Oldsmobile                 | 6            | 2         | 4                 | 842.5    | 117.5         |
| 1950   | Bill Rexford    | Julian Buesink      | 8 20 59 60 62 80            | Oldsmobile                 | 17           | 1         | 11                | 1,959    | 110.5         |
| 1951   | Herb Thomas     | Herb Thomas         | 92                          | Plymouth Hudson Oldsmobile | 34           | 7         | 18                | 4,208.45 | 146.2         |
| 1951   | Herb Thomas     | Marshall Teague     | 6                           | Plymouth Hudson Oldsmobile | 34           | 7         | 18                | 4,208.45 | 146.2         |
| 1951   | Herb Thomas     | Leonard Tippett     | 99                          | Plymouth Hudson Oldsmobile | 34           | 7         | 18                | 4,208.45 | 146.2         |
| 1951   | Herb Thomas     | Hubert Westmoreland | 2                           | Plymouth Hudson Oldsmobile | 34           | 7         | 18                | 4,208.45 | 146.2         |
| 1952   | Tim Flock       | Ted Chester         | 91                          | Hudson                     | 33           | 8         | 25                | 6,858.5  | 106           |
| 1953   | Herb Thomas     | Herb Thomas         | 92                          | Hudson                     | 37           | 12        | 31                | 8,460    | 646           |
| 1954   | Lee Petty       | Petty Enterprises   | 42                          | Chrysler Dodge             | 34           | 7         | 32                | 8,649    | 283           |
| 1954   | Lee Petty       | Gary Drake          | 100                         | Oldsmobile                 | 34           | 7         | 32                | 8,649    | 283           |
| 1955   | Tim Flock       | Carl Kiekhaefer     | 300 301                     | Chrysler                   | 39           | 18        | 33                | 9,596    | 1,508         |
| 1955   | Tim Flock       | Hubert Westmoreland | 2                           | Chevrolet                  | 39           | 18        | 33                | 9,596    | 1,508         |
| 1956   | Buck Baker      | Carl Kiekhaefer     | 00 87 300 300C 301 500B 502 | Chrysler Dodge             | 48           | 14        | 39                | 9,272    | 704           |
| 1956   | Buck Baker      | James Satcher       | 87                          | Ford                       | 48           | 14        | 39                | 9,272    | 704           |
| 1956   | Buck Baker      | John Whitford       | 31                          | Ford                       | 48           | 14        | 39                | 9,272    | 704           |
| 1957   | Buck Baker      | Buck Baker          | 87                          | Chevrolet                  | 40           | 10        | 38                | 10,716   | 760           |
| 1957   | Buck Baker      | Hugh Babb           | 87                          | Chevrolet                  | 40           | 10        | 38                | 10,716   | 760           |
| 1958   | Lee Petty       | Petty Enterprises   | 42                          | Oldsmobile                 | 50           | 7         | 43                | 12,232   | 644           |
| 1959   | Lee Petty       | Petty Enterprises   | 42 43                       | Oldsmobile Plymouth        | 42           | 11        | 35                | 11,792   | 1,830         |
| 1960   | Rex White       | Rex White           | 4                           | Chevrolet                  | 40           | 6         | 35                | 21,164   | 3,936         |
| 1960   | Rex White       | L.D. Austin         | 74                          | Chevrolet                  | 40           | 6         | 35                | 21,164   | 3,936         |
| 1960   | Rex White       | Beau Morgan         | 15                          | Ford                       | 40           | 6         | 35                | 21,164   | 3,936         |
| 1960   | Rex White       | Scotty Cain         | 41                          | Ford                       | 40           | 6         | 35                | 21,164   | 3,936         |
| 1961   | Ned Jarrett     | Ned Jarrett         | 11                          | Ford Chevrolet             | 46           | 1         | 34                | 27,272   | 830           |
| 1961   | Ned Jarrett     | B.G. Holloway       | 11                          | Ford Chevrolet             | 46           | 1         | 34                | 27,272   | 830           |
| 1962   | Joe Weatherly   | Bud Moore           | 8                           | Pontiac                    | 52           | 9         | 45                | 30,836   | 2,396         |
| 1962   | Joe Weatherly   | Fred Harb           | 17                          | Ford                       | 52           | 9         | 45                | 30,836   | 2,396         |
| 1963   | Joe Weatherly   | Bud Moore           | 8                           | Mercury Pontiac            | 53           | 3         | 35                | 33,398   | 2,228         |
| 1963   | Joe Weatherly   | Floyd Powell        | 17                          | Pontiac                    | 53           | 3         | 35                | 33,398   | 2,228         |
| 1963   | Joe Weatherly   | Pete Stewart        | 57                          | Pontiac                    | 53           | 3         | 35                | 33,398   | 2,228         |
| 1963   | Joe Weatherly   | Cliff Stewart       | 2                           | Pontiac                    | 53           | 3         | 35                | 33,398   | 2,228         |
| 1963   | Joe Weatherly   | Possum Jones        | 05                          | Pontiac                    | 53           | 3         | 35                | 33,398   | 2,228         |
| 1963   | Joe Weatherly   | Worth McMillion     | 83                          | Pontiac                    | 53           | 3         | 35                | 33,398   | 2,228         |
| 1963   | Joe Weatherly   | Major Melton        | 88                          | Chrysler                   | 53           | 3         | 35                | 33,398   | 2,228         |
| 1963   | Joe Weatherly   | Petty Enterprises   | 41                          | Plymouth                   | 53           | 3         | 35                | 33,398   | 2,228         |
| 1963   | Joe Weatherly   | Wade Younts         | 36 361                      | Dodge                      | 53           | 3         | 35                | 33,398   | 2,228         |
| 1964   | Richard Petty   | Petty Enterprises   | 41 42 43                    | Plymouth                   | 61           | 9         | 43                | 40,252   | 5,302         |
| 1965   | Ned Jarrett     | Bondy Long          | 11                          | Ford                       | 54           | 13        | 45                | 38,824   | 3,034         |
| 1965   | Ned Jarrett     | Jabe Thomas         | 25                          | Ford                       | 54           | 13        | 45                | 38,824   | 3,034         |
| 1966   | David Pearson   | Cotton Owens        | 6                           | Dodge                      | 42           | 15        | 33                | 35,638   | 1,950         |
| 1967   | Richard Petty   | Petty Enterprises   | 43                          | Plymouth                   | 48           | 27        | 40                | 42,472   | 6,028         |
| 1968   | David Pearson   | Holman Moody        | 17                          | Ford                       | 48           | 16        | 38                | 3,499    | 126           |
| 1968   | David Pearson   | Roy Trantham        | 84                          | Ford                       | 48           | 16        | 38                | 3,499    | 126           |
| 1969   | David Pearson   | Holman Moody        | 17                          | Ford                       | 51           | 11        | 44                | 4,170    | 357           |
| 1970   | Bobby Isaac     | Nord Krauskopf      | 71                          | Dodge                      | 47           | 11        | 38                | 3,911    | 51            |
| 1971   | Richard Petty   | Petty Enterprises   | 43                          | Plymouth                   | 46           | 21        | 41                | 4,435    | 364           |
| 1972   | Richard Petty   | Petty Enterprises   | 43                          | Dodge Plymouth             | 31           | 8         | 28                | 8,701.4  | 127.9         |
| 1973   | Benny Parsons   | L.G. DeWitt         | 72                          | Chevrolet Mercury          | 28           | 1         | 21                | 7,173.8  | 67.15         |
| 1974   | Richard Petty   | Petty Enterprises   | 43                          | Dodge                      | 30           | 10        | 23                | 5,037.75 | 567.45        |
| 1975   | Richard Petty   | Petty Enterprises   | 43                          | Dodge                      | 30           | 13        | 24                | 4,783    | 722           |
| 1976   | Cale Yarborough | Junior Johnson      | 11                          | Chevrolet                  | 30           | 9         | 23                | 4,644    | 195           |
| 1977   | Cale Yarborough | Junior Johnson      | 11                          | Chevrolet                  | 30           | 9         | 27                | 5,000    | 386           |
| 1978   | Cale Yarborough | Junior Johnson      | 11                          | Oldsmobile                 | 30           | 10        | 24                | 4,841    | 474           |
| 1979   | Richard Petty   | Petty Enterprises   | 43                          | Chevrolet Oldsmobile       | 31           | 5         | 27                | 4,830    | 11            |
| 1980   | Dale Earnhardt  | Rod Osterlund       | 2                           | Chevrolet Oldsmobile       | 31           | 5         | 24                | 4,661    | 19            |
| 1981   | Darrell Waltrip | Junior Johnson      | 11                          | Chevrolet Buick            | 31           | 12        | 25                | 4,880    | 53            |
| 1982   | Darrell Waltrip | Junior Johnson      | 11                          | Buick                      | 30           | 12        | 20                | 4,489    | 72            |
| 1983   | Bobby Allison   | Bill Gardner        | 22                          | Chevrolet Buick            | 30           | 6         | 25                | 4,667    | 47            |
| 1984   | Terry Labonte   | Billy Hagan         | 44                          | Chevrolet                  | 30           | 2         | 24                | 4,508    | 65            |
| 1985   | Darrell Waltrip | Junior Johnson      | 11                          | Chevrolet                  | 28           | 3         | 21                | 4,292    | 101           |
| 1986   | Dale Earnhardt  | Richard Childress   | 3                           | Chevrolet                  | 29           | 5         | 23                | 4,468    | 288           |
| 1987   | Dale Earnhardt  | Richard Childress   | 3                           | Chevrolet                  | 29           | 11        | 24                | 4,696    | 489           |
| 1988   | Bill Elliott    | Harry Melling       | 9                           | Ford                       | 29           | 6         | 22                | 4,488    | 24            |
| 1989   | Rusty Wallace   | Raymond Beadle      | 27                          | Pontiac                    | 29           | 6         | 20                | 4,176    | 12            |
| 1990   | Dale Earnhardt  | Richard Childress   | 3                           | Chevrolet                  | 29           | 9         | 23                | 4,430    | 26            |
| 1991   | Dale Earnhardt  | Richard Childress   | 3                           | Chevrolet                  | 29           | 4         | 21                | 4,287    | 195           |
| 1992   | Alan Kulwicki   | Alan Kulwicki       | 7                           | Ford                       | 29           | 2         | 17                | 4,078    | 10            |
| 1993   | Dale Earnhardt  | Richard Childress   | 3                           | Chevrolet                  | 30           | 6         | 21                | 4,526    | 80            |
| 1994   | Dale Earnhardt  | Richard Childress   | 3                           | Chevrolet                  | 31           | 4         | 25                | 4,694    | 444           |
| 1995   | Jeff Gordon     | Rick Hendrick       | 24                          | Chevrolet                  | 31           | 7         | 23                | 4,614    | 34            |
| 1996   | Terry Labonte   | Rick Hendrick       | 5                           | Chevrolet                  | 31           | 2         | 24                | 4,657    | 37            |
| 1997   | Jeff Gordon     | Rick Hendrick       | 24                          | Chevrolet                  | 32           | 10        | 23                | 4,710    | 14            |
| 1998   | Jeff Gordon     | Rick Hendrick       | 24                          | Chevrolet                  | 33           | 13        | 28                | 5,328    | 364           |
| 1999   | Dale Jarrett    | Robert Yates        | 88                          | Ford                       | 34           | 4         | 29                | 5,262    | 201           |
| 2000   | Bobby Labonte   | Joe Gibbs           | 18                          | Pontiac                    | 34           | 4         | 24                | 5,130    | 265           |
| 2001   | Jeff Gordon     | Rick Hendrick       | 24                          | Chevrolet                  | 36           | 6         | 24                | 5,112    | 349           |
| 2002   | Tony Stewart    | Joe Gibbs           | 20                          | Pontiac                    | 36           | 3         | 21                | 4,800    | 38            |
| 2003   | Matt Kenseth    | Jack Roush          | 17                          | Ford                       | 36           | 1         | 25                | 5,022    | 90            |
| 2004   | Kurt Busch      | Jack Roush          | 97                          | Ford                       | 36           | 3         | 21                | 6,506    | 8             |
| 2005   | Tony Stewart    | Joe Gibbs           | 20                          | Chevrolet                  | 36           | 5         | 25                | 6,533    | 35            |
| 2006   | Jimmie Johnson  | Rick Hendrick       | 48                          | Chevrolet                  | 36           | 5         | 24                | 6,475    | 56            |
| 2007   | Jimmie Johnson  | Rick Hendrick       | 48                          | Chevrolet                  | 36           | 10        | 24                | 6,723    | 77            |
| 2008   | Jimmie Johnson  | Rick Hendrick       | 48                          | Chevrolet                  | 36           | 7         | 22                | 6,684    | 69            |
| 2009   | Jimmie Johnson  | Rick Hendrick       | 48                          | Chevrolet                  | 36           | 7         | 24                | 6,652    | 141           |
| 2010   | Jimmie Johnson  | Rick Hendrick       | 48                          | Chevrolet                  | 36           | 6         | 23                | 6,622    | 39            |
| 2011   | Tony Stewart    | Stewart-Haas Racing | 14                          | Chevrolet                  | 36           | 5         | 19                | 2,403    | 0             |
| 2012   | Brad Keselowski | Roger Penske        | 2                           | Dodge                      | 36           | 5         | 23                | 2,400    | 39            |
| 2013   | Jimmie Johnson  | Rick Hendrick       | 48                          | Chevrolet                  | 36           | 6         | 24                | 2,419    | 19            |
| 2014   | Kevin Harvick   | Stewart-Haas Racing | 4                           | Chevrolet                  | 36           | 5         | 20                | 5,043    | 1             |
| 2015   | Kyle Busch      | Joe Gibbs           | 18                          | Toyota                     | 25           | 5         | 16                | 5,043    | 1             |
| 2016   | Jimmie Johnson  | Rick Hendrick       | 48                          | Chevrolet                  | 36           | 5         | 16                | 5,040    | 3             |